# Сулы (озеро)
Сулы (каз. Сулы) — озеро в Тимирязевском районе Северо-Казахстанской области Казахстана. Находится к юго-западу от села Дмитриевка. На юге села Тимирязево.
По данным топографической съёмки 1940-х годов, площадь поверхности озера составляет 5,23 км². Наибольшая длина озера — 4,1 км, наибольшая ширина — 1,7 км. Длина береговой линии составляет 11,2 км, развитие береговой линии — 1,37. Озеро расположено на высоте 169 м над уровнем моря.
По данным обследования 1957 года, площадь поверхности озера составляет 5,2 км². Максимальная глубина — 1,8 м, объём водной массы — 5,2 млн м³, общая площадь водосбора — 40 км².